# Ebetsu
Ebetsu (江別市; -shi) é uma cidade japonesa localizada na subprovíncia de Ishikari, na província de Hokkaido.
Em 2003 a cidade tinha uma população estimada em 124 978 habitantes e uma densidade populacional de 666,30 h/km². Tem uma área total de 187,57 km².
Recebeu o estatuto de cidade a 1 de Julho de 1954.

## Cidades-irmãs
- Tosa, Japão
- Gresham, EUA